# 鄭永堂
鄭永堂（1955年11月10日—），又稱永堂，是前新竹縣長鄭永金的弟弟。曾代表中國國民黨擔任第2屆國民大會代表。鄭永堂於2010年宣布參選新竹縣立委補選，落敗給民進黨籍的彭紹瑾。

### 2010年新竹縣選舉區立法委員補選
2010年新竹縣立委補選，最後協調由前新竹縣長鄭永金的弟弟鄭永堂來參選，不料這次因民進黨陣營大團結，所以鄭永堂敗給對手民進黨彭紹瑾，鄭永堂這次連土生土長的本命區竹東鎮票倉未能保住，大敗給彭紹瑾，這次選舉也代表著鄭永金家族在竹東一帶的勢力已漸漸減弱。
| 號次 | 候選人 | 政黨       | 得票數 | 得票率 | 當選標記 |
| ---- | ------ | ---------- | ------ | ------ | -------- |
| 1    | 彭紹瑾 | 民主進步黨 | 71,625 | 55.97% |          |
| 2    | 鄭永堂 | 中國國民黨 | 56,342 | 44.03% |          |

鄭永堂與哥哥鄭永金是在地土生土長的竹東人，1998年鄉鎮市長選舉時，鄭永堂參選竹東鎮鎮長，本來以為鄭永堂會因為在地勢力而穩超勝券，不料連選自己家鄉的鄉鎮市長都會落敗。